# Weißschwanztrogon

Verbreitungsgebiet des Weißschwanztrogons

Der Weißschwanztrogon, auch „Westlicher Weißschwanztrogon“ genannt, (Trogon chionurus) ist eine Vogelart aus der Familie der Trogone (Trogonidae).
Die Art wurde früher als Unterart (ssp.) des Grünmanteltrogons (Trogon viridis) angesehen und als Trogon viridis chionurus bezeichnet. Im Jahre 2008 wurde der Weißschwanztrogon als eigenständig anerkannt.
Der Vogel kommt in der Tumbes-Chocó-Magdalena-Region von Panama über Kolumbien bis Ecuador vor westlich der Anden, während der Grünmanteltrogon östlich der Anden vorkommt.
Der Lebensraum umfasst feuchte Tropische und subtropische Wälder, Waldränder, Lichtungen und Galeriewald bis 900–1000 m Höhe.

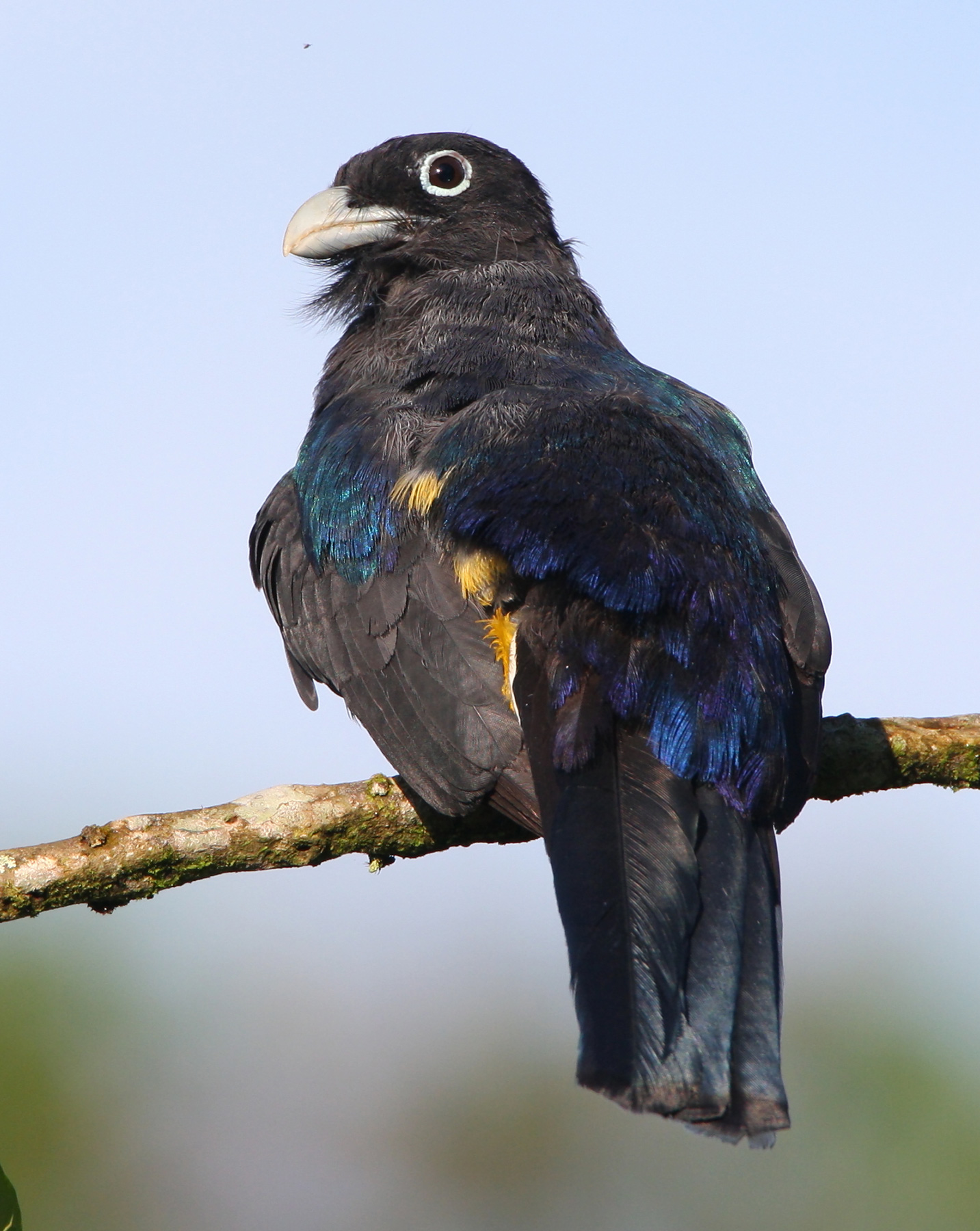
Männchen in Ecuador

Der Artzusatz kommt von altgriechisch χιών chiōn, deutsch ‚Schnee‘ und altgriechisch οὐρά ourá, deutsch ‚Schwanz‘.

## Merkmale
Die Art ist 25–28 cm ziemlich groß und wiegt 69–99 g. Das Männchen ist kräftig bläulich schwarz glänzend am Kopf, Nacken und der Oberbrust, blauviolett schimmernd an Rücken, den Flügeldecken, dem Bürzel und Schwanzoberseite mit abgesetzter schwarzer Spitze. Der Flügelspiegel ist schwarz-weiß und erscheint aus der Ferne grau. Die Flügel sind schwarz, die Handschwingen haben weiße Ränder. Die mittleren Steuerfedern sind bläulichgrün mit schwarzen Spitzen, bei den beiden angrenzenden sind die Innenfahnen schwarz. Die vierte Steuerfeder ist schwarz mit weißer Außenfahne in der unteren Hälfte, die fünfte ist auf den unteren 2/3 der Außenfahne und der unteren Hälfte der Innenfahne weiß. Die äußersten Steuerfedern sind mit Ausnahme der Basis der Außenfahne und dem vorderen Drittel der Innenfahne weiß. Die untere Hälfte der Brust ist wie die Flanken kräftig gelborange, der Bauch ist gelb und die Schwanzunterseite ist namensgebend ausgedehnt weiß.
Der Augenring ist bei beiden Geschlechtern blass blau, der Schnabel beim Männchen bläulichweiß, beim Weibchen sind Oberschnabel und Schnabelbasis graublau und gehen in eine schwarze Spitze des Unterschnabels über. Die Iris ist beim Männchen dunkel rötlich bis braun, beim Weibchen warm braun. Die Beine sind dunkelgrau.
Weibchen sind matter gefärbt, statt grün und blau sind sie grau. Die äußeren Steuerfedern haben wesentlich weniger weiß, dafür breite schieferschwarze Binden.
Beim männlichen Jungvogel sehen die äußeren Steuerfedern wie beim erwachsenen Weibchen aus, mit mehr weiß, die schwarzen Binden beschränken sich auf die Außenfahne. Die Flügeldecken und oberen Armschwingen sind hellgrau gebändert, weiter unten mit kleinen weißen Flecken auf den Außenfahnen. Die Unterseite ist zur Brust hin etwas schwärzlich bis schieferfarben.
Weibliche Jungvögel unterscheiden sich etwas im Muster der äußeren Steuerfedern und Bänderung der Flügeloberseite.
Die Art unterscheidet sich vom ähnlichen Grünmanteltrogon (Trogon viridis) durch den fast reinweißen Schwanz ohne Muster, vom Bairdtrogon (Trogon bairdii) unterscheidet sich durch die gelbe Färbung der Unterseite und die Zeichnung der Schwanzunterseite.
Das Weibchen des Weißschwanztrogons ähnelt dem des Grünschwanztrogons (Trogon caligatus), hat aber blauen und nicht gelben Augenring und fehlende schwarze Zeichnung an der Schwanzunterseite. Der Schwarzkehltrogon (Trogon rufus) hat eine sehr deutliche schwarz-weiße Bänderung an der Schwanzunterseite.

## Geografische Variation
Die Art ist monotypisch.

## Stimme
Der Gesang wird als Folge von 16 "kyoh" oder "cow" Lauten beschrieben, die lauter und schneller gegen Ende werden oder als Folge hoher pfeifender Huplaute über 10 Sekunden. Der Ruf ist ein sanftes Kichern, auch leise schnurrende Geräusche und einzelne Gluckser werden beschrieben.

## Lebensweise
Die Art ist ein Standvogel. Sie gilt als zahmste Trogonart, fast als zutraulich. Wenn sie nicht auf Nahrungssuche fliegen, bewegen sie sich wenig. Die Nahrung besteht aus Früchten und Gliederfüßern wie Käfer, Heuschrecken, großen grünen Raupen und anderen Larven, großen Ameisen, Gespenstschrecken und Echsen. Der Vogel jagt von einem Ansitz aus und fängt die Beute in der Luft, selten bewegt er sich Äste entlang auf der Nahrungssuche.
Die Art ist monogam. Während der Balzzeit finden sich mitunter Männchen zusammen, singen und suchen bereits nach einem geeigneten Nistplatz.
Die Brutzeit liegt zwischen März und Juli in Panama und zwischen Januar und Juni in Kolumbien.
Das Nest wird von beiden Altvögeln in den Bäumen in großen Termitenbauten und in Höhlen in abgestorbenen Palmen angelegt.
Das Gelege besteht aus 2–3 leicht glänzenden weißen Eier, die im Abstand von je 2 Tagen gelegt und über 16 bis 17 Tage von beiden Elternvögeln bebrütet werden.

## Gefährdungssituation
Der Bestand gilt als „nicht gefährdet“ (Least Concern).